# Tambakagung (Klirong)
Tambakagung is een bestuurslaag in het regentschap Kebumen van de provincie Midden-Java, Indonesië. Tambakagung telt 1955 inwoners (volkstelling 2010).